# Muzaia
Muzaia (em francês: Mouzaïa; em árabe: موزاية), anteriormente Mouzaïaville, durante a colonização francesa, é uma cidade e comuna localizada na província de Blida, Argélia. Segundo o censo de 2008, a população total da cidade era de 52 555 habitantes.